# Dekimde
Il Dekimde (in russo Декимде?; anche Джекимде, Декинде, Дьэкиндэ; Džekimde, Dekinde, D'ėkindė) è un fiume della Russia siberiana orientale, affluente di sinistra della Čona (bacino idrografico del Viljuj). Scorre nel Mirninskij ulus della Sacha-Jakuzia.
Ha origine da un piccolo lago a sud del lago Kubalach (озеро Кубалах), scorrendo successivamente nella sezione orientale dell'altopiano della Siberia centrale in direzione est. Sfocia nel basso corso della Čona, nella parte allagata dal bacino idrografico del Viljuj.  Il principale affluente è il piccolo fiume Čagdaly, lungo 25 km.
Analogamente a tutti i fiumi del bacino, il Dekimde è gelato, mediamente, da fine ottobre a metà maggio.